# آلبرتو نیکاسیو
آلبرتو نیکاسیو (زاده ۱۰ اوت ۱۹۰۲ – درگذشته ۴ ژوئیه ۱۹۸۰) هنرمند آرژانتینی (زیلوگراف) و مربی بود. او عضو آکادمی ملی هنر آرژانتین بود. خیابانی در شهر کوردوبا و یک مدرسه ابتدایی در استان به نام او نامگذاری شده‌است.